# Petra Schmidt-Schaller
Petra Schmidt-Schaller est une actrice allemande née le 28 août 1980 à Magdebourg (Allemagne).

## Biographie
Fille de l'acteur est-allemand Andreas Schmidt-Schaller (de), elle grandit à Berlin et commence sa formation professionnelle en 2001 à l'École supérieure de musique et de théâtre Felix Mendelssohn Bartholdy de Leipzig. Elle complète ses études au Théâtre national allemand de Weimar, où, pendant ce temps, elle joue des rôles importants sur la grande scène du théâtre. Depuis 2006, on la voit régulièrement au cinéma et à la télévision. En 2008, elle reçoit le prestigieux prix du film bavarois de la meilleure jeune actrice pour son rôle dans l'adaptation cinématographique de la nouvelle Un cheval qui fuit (Ein fliehendes Pferd) de Martin Walser, ou elle joue à côté de Ulrich Tukur, Ulrich Noethen et Katja Riemann.

## Filmographie
- 2003 : Brigade du crime (Soko Leipzig)
- 2006 : Ce n'étaient pas tous des assassins (Nicht alle waren Mörder)
- 2007 : Ein fliehendes Pferd (de)
- 2008 : Sea Wolf - Le loup des mers (de) (Der Seewolf)
- 2008 : Brigade du crime (Soko Leipzig)
- 2009 : Tatort
- 2009 : L'amour est dans le jardin (Ein Sommer in Long Island)
- 2010 : Das geteilte Glück (de)
- 2011 : Sans identité (Unknown)
- 2011 : Almanya - Bienvenue en Allemagne (Almanya – Willkommen in Deutschland)
- 2011 : Mon été orange (Sommer in Orange)
- 2011 : Le Gentil Voisin (de) (Unter Nachbarn)
- 2012 : Le Test de paternité (Nein, Aus, Pfui! Ein Baby an der Leine)
- 2013 : Tatort
- 2014 : Stereo de Maximilian Erlenwein
- 2014 : Deux Femmes amoureuses (Ich will dich) de Rainer Kaufmann : Vicky
- 2017 : Sur les traces du passé (Leanders letzte Reise) de Nick Baker-Monteys: Adèle
- 2019 : 1989 : A Spy story (Wendezeit) : Saskia Starke
- 2021 : Die Toten von Marnow : Lona Mendt